# Khoen On
Khoen On là một xã thuộc huyện Than Uyên, tỉnh Lai Châu, Việt Nam.
Xã Khoen On có diện tích 100 km², dân số năm 1999 là 3039 người, mật độ dân số đạt 30 người/km².